# Liste der Baudenkmäler in Pettstadt
Auf dieser Seite sind die Baudenkmäler in der oberfränkischen Gemeinde Pettstadt zusammengestellt. Diese Tabelle ist eine Teilliste der Liste der Baudenkmäler in Bayern. Grundlage ist die Bayerische Denkmalliste, die auf Basis des Bayerischen Denkmalschutzgesetzes vom 1. Oktober 1973 erstmals erstellt wurde und seither durch das Bayerische Landesamt für Denkmalpflege geführt wird. Die folgenden Angaben ersetzen nicht die rechtsverbindliche Auskunft der Denkmalschutzbehörde.
 Diese Liste gibt den Fortschreibungsstand vom 3. Dezember 2022 wieder und enthält 13 Baudenkmäler.

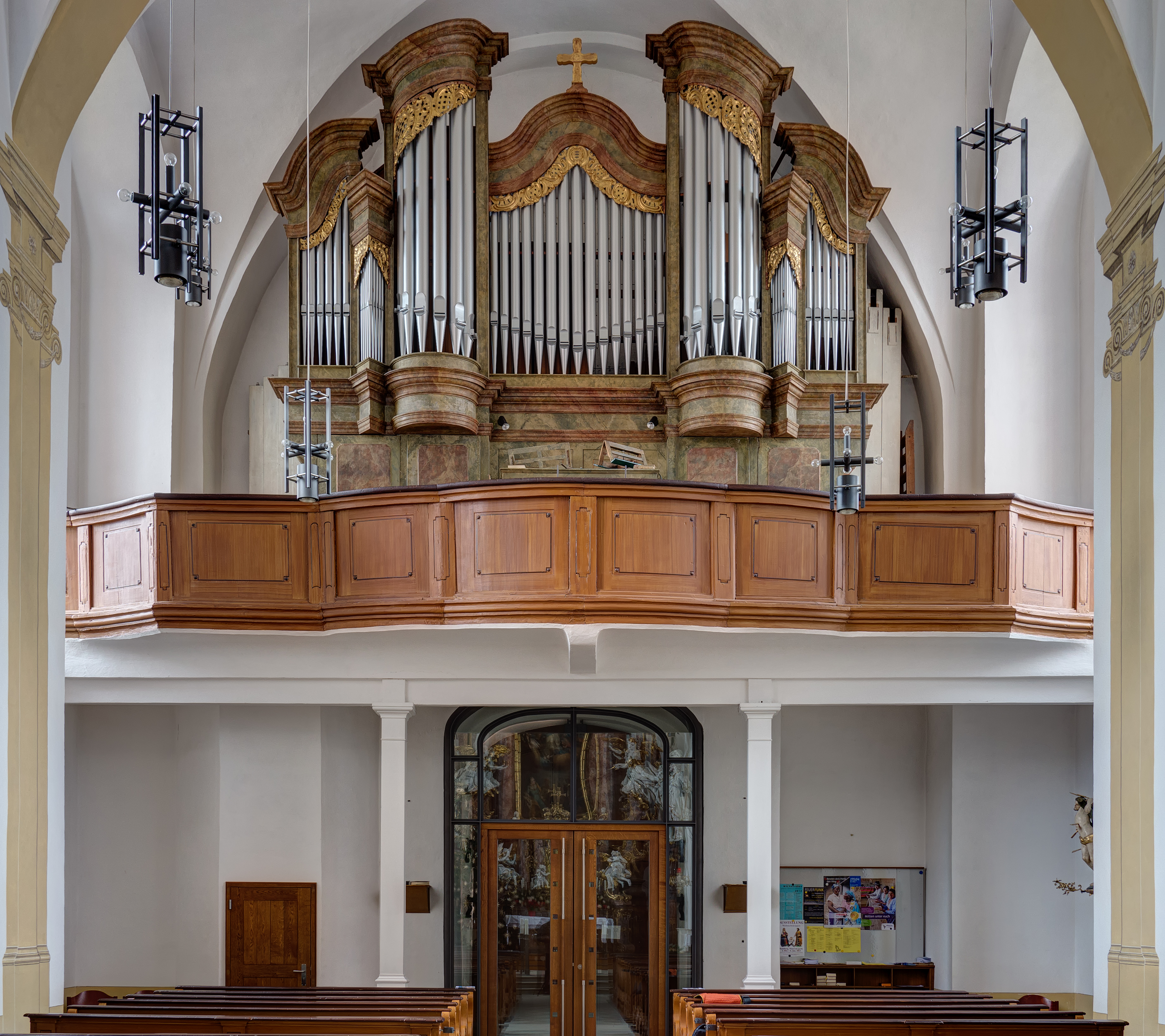
Die Orgel von Pettstadt

## Baudenkmäler nach Gemeindeteilen

### Pettstadt
| Lage                                            | Objekt                                                                 | Beschreibung | Akten-Nr.     | Bild           |
| ----------------------------------------------- | ---------------------------------------------------------------------- | --- | ------------- | -------------- |
| Fabrikstraße 4 (Standort)                       | Marienfigur                                                            | Sandstein, Sockel rechteckig, nazarenisch, Ende 19. Jahrhundert, Laterne neu | D-4-71-169-2  | BW             |
| Kaulberg 2 (Standort)                           | Skulptur Christus in der Rast                                          | Mit Kreuz, Sandstein, bezeichnet mit „1880“; bei Nr. 2 | D-4-71-169-3  | weitere Bilder |
| Kirchplatz 7 (Standort)                         | Pfarrhaus                                                              | Massiver, zweigeschossiger Walmdachbau, Eckpilaster, 1781 | D-4-71-169-4  | weitere Bilder |
| Lange Straße (Standort)                         | Bildstock „Lieb Herrgöttla“ (auch im Dialekt „Lieb Herrchäla“ genannt) | Sandstein, Balustersockel, Nischenaufsatz mit Kreuzschlepper-Relief darin, Satteldach, bezeichnet mit „1727“ | D-4-71-169-14 | weitere Bilder |
| Nähe Bahnstraße (Standort)                      | Friedhof, Friedhofskapelle                                             | massiv und verputzt, dreiseitiger Chor eingezogen, Satteldach, neugotisch, Ende 19. Jahrhundert | D-4-71-169-9  | weitere Bilder |
| Nähe Bahnstraße (Standort)                      | Friedhof, Späthistoristische Grabmäler                                 | Ende 19. Jahrhundert bis frühes 20. Jahrhundert | D-4-71-169-9  | BW             |
| Nähe Hauptstraße, an der Brücke (Standort)      | Hl. Johann Nepomuk                                                     | Sandstein, geschweifter Sockel, bezeichnet mit „1872“ | D-4-71-169-5  | weitere Bilder |
| Nähe Hauptstraße, gegen Strullendorf (Standort) | Feldkapelle                                                            | Massiv, offene Vorhalle aus Sandsteinquadern, Dreiecksgiebel mit Kreuzaufsatz, Satteldach, 18. Jahrhundert | D-4-71-169-7  | weitere Bilder |
| Nähe Hauptstraße, an der Brücke (Standort)      | Bildstock                                                              | Sandstein, Schaft viereckig und abgefast, zweiseitiger reliefierter Aufsatz mit Kreuz, spätgotisch, wohl Mitte 16. Jahrhundert | D-4-71-169-6  | weitere Bilder |
| Nähe Kirchplatz (Standort)                      | Katholische Pfarrkirche Mariä Geburt                                   | Ehemaliger Chorturm mit Spitzhelm heute am östlichen Querarm, 14./15. Jahrhundert mit spätmittelalterlichen Wandfresken; Saalbau mit Satteldach und dreiseitig geschlossenem Chor, Fassade mit Pilastergliederung und Giebelgeschoss mit seitlichen Ausschwüngen, 1755, nach Plänen Johann Jakob Michael Küchels, Ausmalung Hans Riedhammer 1872; mit Ausstattung | D-4-71-169-1  | weitere Bilder |
| Nähe Kirchplatz, vor der Kirche (Standort)      | Kriegerdenkmal für 1914/18                                             | Historisierender Sandsteinsockel mit Soldatengruppe, um 1920 | D-4-71-169-10 | weitere Bilder |
| Nähe Kirchplatz, vor der Kirche (Standort)      | Priestergrab                                                           | Mit Relief des Guten Hirten | D-4-71-169-10 | weitere Bilder |
| Schadlos 1 (Standort)                           | Dreiseithof, Bauernhaus                                                | zweigeschossiger, massiver Satteldachbau mit Putzfassade mit schlichtem Werksteindekor und rückwärtigem Stallanbau, 1879/80 (dendro.dat.) Bauernhaus aufgestockt und Dachwerk erneuert, im Kern wohl jeweils älter | D-4-71-169-15 | BW             |
| Schadlos 1 (Standort)                           | Austragshaus                                                           | eingeschossiger Satteldachbau in Mischbauweise, 1853/54 (dendro.dat.) | D-4-71-169-15 | BW             |
| Schadlos 1 (Standort)                           | Dörre                                                                  | Massivbau mit Satteldach und Fachwerkgiebel, 1816/17 (dendro.dat.). | D-4-71-169-15 | BW             |
| Schadlos 1 (Standort)                           | Kuhstall, Rinderstall                                                  | eingeschossiger, verputzter Massivbau mit Satteldach, Stichbogenrahmen und Eckpilastern, 1861/1864 (dendro.dat.) Dachwerk und Decke über dem Stall erneuert | D-4-71-169-15 | BW             |
| Schadlos 1 (Standort)                           | Scheune                                                                | Fachwerkbau mit Satteldach, Toren und Aufzugsgaube, um 1862 (dendro.dat) | D-4-71-169-15 | BW             |
| Schadlos 1 (Standort)                           | Stall, Holzlege                                                        | Holzlege mit Kleintierstall, zweigeschossiger Satteldachbau in Mischbauweise mit Stichbogenrahmen und Eckpilastern, 1874–79 (dendro.dat.)(dendro.dat.). | D-4-71-169-15 | BW             |

### Eichenhof
| Lage                                          | Objekt      | Beschreibung                                          | Akten-Nr.    | Bild           |
| --------------------------------------------- | ----------- | ----------------------------------------------------- | ------------ | -------------- |
| Reutfeld; 500 m westlich des Ortes (Standort) | Feldkapelle | Massiv, Pyramidendach, am Altar bezeichnet mit „1773“ | D-4-71-169-8 | weitere Bilder |

### Neuhaus
| Lage                   | Objekt   | Beschreibung                                                                             | Akten-Nr.     | Bild           |
| ---------------------- | -------- | ---------------------------------------------------------------------------------------- | ------------- | -------------- |
| Neuhaus 5 b (Standort) | Kruzifix | Gusseisen, über zweistufigem Altarsockel aus Sandstein, neugotisch, Ende 19. Jahrhundert | D-4-71-169-12 | weitere Bilder |